# Rok anomalistyczny
Rok anomalistyczny – czas, w jakim dowolna z anomalii Ziemi wzrasta o kąt pełny (okres między kolejnymi przejściami Ziemi przez peryhelium orbity). Rok anomalistyczny trwa 365 dni 6 godzin 13 minut i 53,87 sekundy.